# ユーロトンネル9形電気機関車
ユーロトンネル9形電気機関車 (Eurotunnel Class 9、9000形) は、ブラッシュトラクション (Brush Traction) で1993年から2002年に製造された電気機関車である。英仏海峡トンネルの自動車輸送列車「ル・シャトル」（現: ユーロトンネルシャトル）の牽引機として投入され、グループ・ユーロトンネルが所有・運用を行っている。

## 概要
9形の設計は、ブラッシュトラクションがニュージーランド向けに製造したEF形電気機関車が基になっている。
単機での軸配置はBo-Bo-Boの6軸F級の車両であるが、通常シャトル列車では無動力車の前後に2両挟んで運用されているため、2両合わせると12軸となっている。シャトル列車の両方のターミナルはループ線になっており180度の急カーブが存在するため、中央の台車にはそれを許容する作用がある。保安装置はフランスのLGVなどでも使われ英仏海峡トンネルで使用されているTVM430（自動列車制御装置）に対応したものが装備され、電気方式は交流電化25 kV 50 Hzである。最高速度は160 km/h。  
安全上の理由からそれぞれの機関車は単機でも故障した機関車やシャトル列車、貨物列車、ユーロスターなどの編成を押し出すことが可能である。その上で2両で組むことにより故障の可能性を減らしている。機関車の火災対策として、防火壁も備えられている9形が製造された。ブラッシュトラクションはラフバラーにあり重整備もそこで行われている。英国の車両限界よりも大きい規格のため、整備検査時は陸送によってラフバラーまで運ばれている。
英国、フランスともに鉄道は左側通行で、運転台も共通して左側にある。後部の機関車には列車長が乗務し、緊急時には条件付の運転士ながら列車をトンネル外へ出す役目を果たす。前部の機関車には車両基地での入換用に車両後部に小型の運転台が装備されているが、後部機関車には装備されていない。
英仏海峡トンネル内ではシャトル列車用の9形以外にも通常の貨物列車用に92形が使用されている。なお、9形という呼称はTOPSによる形式ではない。

## 諸元
| 車両番号  | 製造年         | 出力    | 備考                       |
| --------- | -------------- | ------- | -------------------------- |
| 9001-9038 | 1992-1994      | 5760 kW | 一般機関車                 |
| 9040      | 1998           | 5760 kW | 9030の火災による消失代替用 |
| 9101-9113 | 1998-2001      | 5760 kW | 貨物シャトル列車用         |
| 9701-9707 | 2001-2002      | 7000 kW | 貨物シャトル列車用         |
| 9801-9840 | 2004-2012 更新 | 7000 kW | 9000番台機更新用           |